# 레이철 플래튼
레이철 플래튼(Rachel Platten, 1981년 5월 20일 ~ )은 미국의 싱어송라이터이다.

## 음반 목록
- Trust in Me (2003)
- Be Here (2011)
- Fight Song (2015)
- Wildfire (2016)
- Waves (2017)